# Arrington, Cambridgeshire
Arrington är en ort och civil parish i Storbritannien.   Den ligger i distriktet South Cambridgeshire i grevskapet Cambridgeshire i riksdelen England, i den sydöstra delen av landet, 70 km norr om huvudstaden London. Arrington ligger 60 meter över havet och antalet invånare är 415.
Terrängen runt Arrington är platt. Runt Arrington är det ganska tätbefolkat, med 166 invånare per kvadratkilometer. Närmaste större samhälle är Cambridge, 14,4 km nordost om Arrington. Trakten runt Arrington består till största delen av jordbruksmark.